# Services Institute of Medical Sciences
L'Institut de services aux sciences médicales (en anglais Services Institute of Medical Sciences, SIMS, en ourdou سروسز انسٹیٹوٹ آف میڈیکل سائنسز) est une école de médecine située à Lahore, dans la province de Pendjab, au Pakistan.
L'hôpital de Lahore (en) est rattaché à l'école de médecine en qualité d'entité universitaire.

## Histoire
Le SIMS a été fondé le 25 février 2003, par le professeur et docteur en médecine Faisal Masud (en) qui en reste l'actuel directeur. Les cours ont débuté à partir du 21 avril 2003. À l'origine, l'établissement est partie intégrante d'un immeuble relié au Collège de médecine communautaire de Pendjab situé au no 6 de la Birdwood Road, à Lahore. La structure est ensuite transférée[Quand ?] vers un nouveau campus situé à proximité de l'Institut de cardiologie de Pendjab[réf. nécessaire].

### Campus

#### Auditorium
Quatre auditoriums de conférence — auxquels s'ajoutent les salles de cours — gravitent autour d'un bâtiment central. L'enceinte, entièrement climatisée, bénéficie de l'air conditionné et dispose d'une capacité d'accueil de 400 places[réf. nécessaire].

#### Librairie
La librairie de l'université, outre qu'elle confère l'accès à la Commission de l'enseignement supérieur du Pakistan (en), est reliée par réseau informatisé à plusieurs milliers de contenus scientifiques librement consultables. Elle met également à disposition plus de 8 000 livres, 78 revues nationales et internationales ainsi qu'une vidéothèque[réf. nécessaire].

#### Foyer des étudiants
Les foyers destinés à l'hébergement des étudiants sont en cours de construction. Dans l'attente de la finalisation des travaux, le SIMS a conclu des arrangements forfaitaires avec différents hôtels et maisons d'hôtes environnants.

#### Informatique
Assisté de techniques informatisées de pointe telles que des microscopes Carl Zeiss à l'usage des étudiants ou de type penta-tête & déca-tête aux fins de présentations publiques et de recherche scientifique, le département de pathologie est labellisé aux normes de certification ISO 9002 et 15142.

#### Enseignement
Le SIMS pratique et enseigne les disciplines suivantes :
Sciences humaines :
- Anatomie
- Biochimie
- Cardiologie
- Criminalistique
- Médecine légale
- Pathologie
- Pharmacologie
- Physiologie
- Santé publique

Médecine :
- Dermatologie
- Endocrinologie
- Médecine générale
- Médecine préventive
- Neurologie
- Pédiatrie
- Pneumologie
- Psychiatrie
- Radiothérapie
- Urologie

Chirurgie :
- Anesthésiologie[5]
- Chirurgie cardiaque
- Chirurgie générale
- Chirurgie esthétique
- Chirurgie maxillo-faciale et reconstructive[6]
- Chirurgie pédiatrique
- Gynécologie obstétrique
- Neurochirurgie
- Ophtalmologie
- Orthopédie
- Otorhinolaryngologie[5]
- Radiologie

Administration :
- Esculapio Creative Department[7]
- Département des technologies de l'information et de la communication

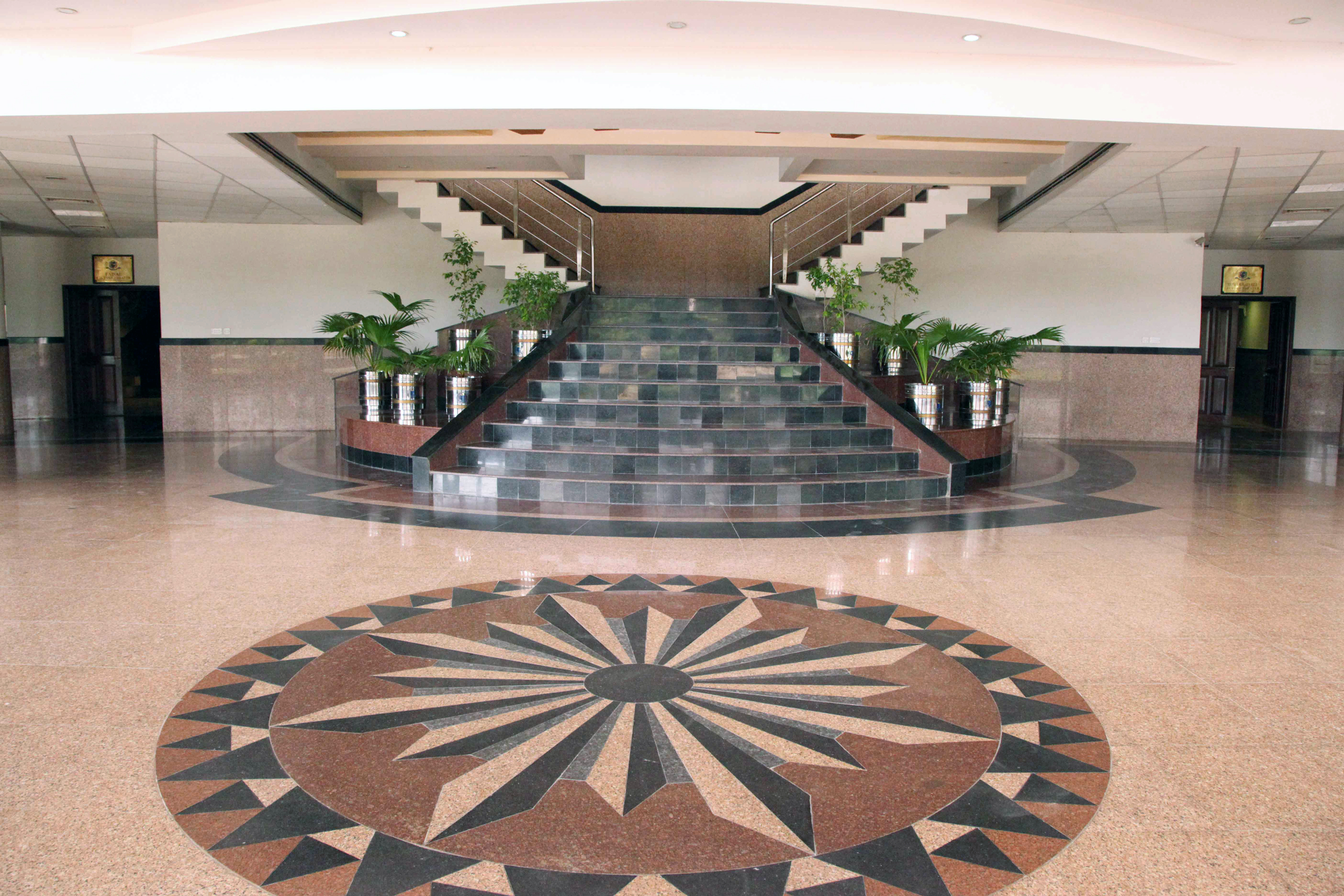
Entrée du campus
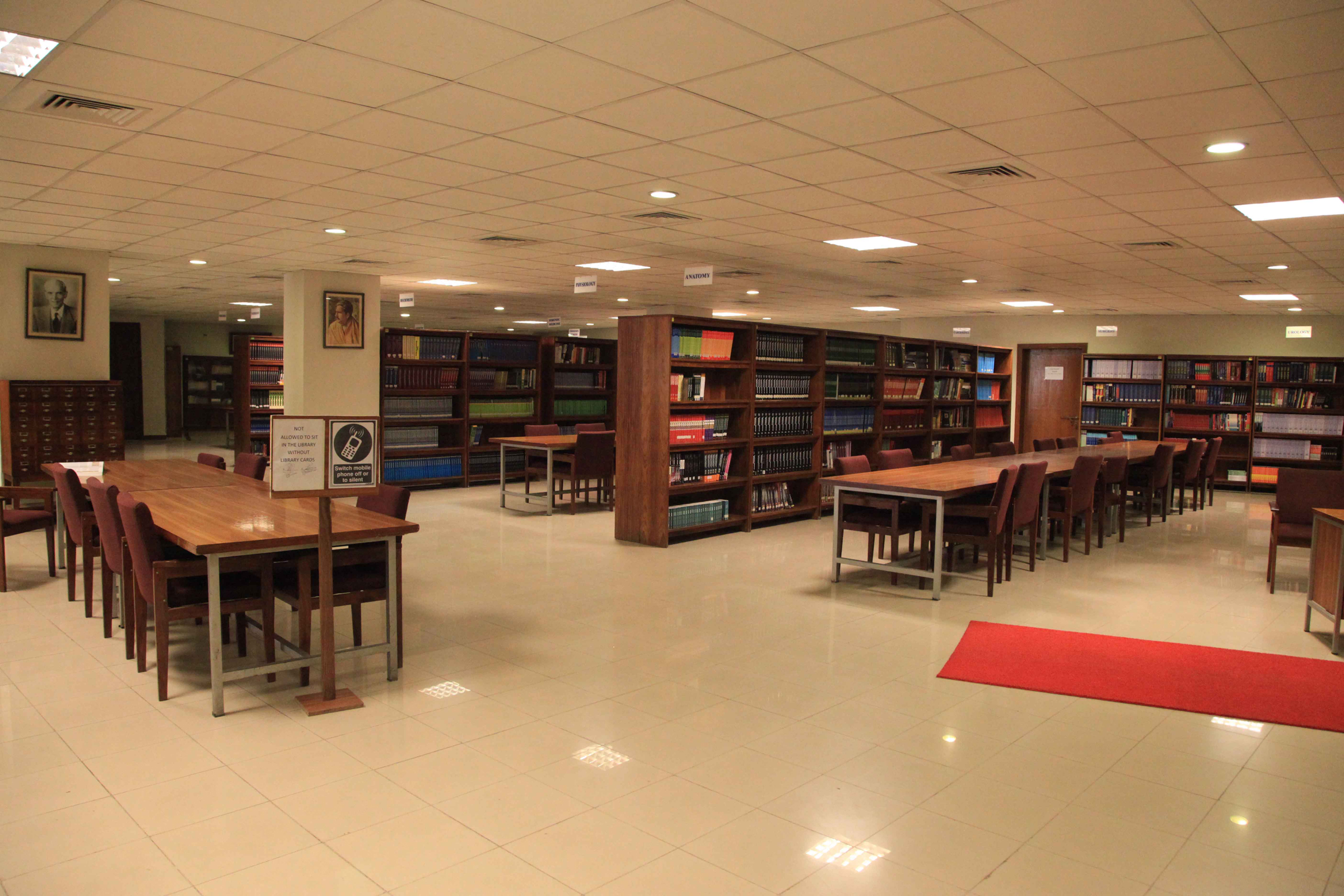
Librairie de l'université
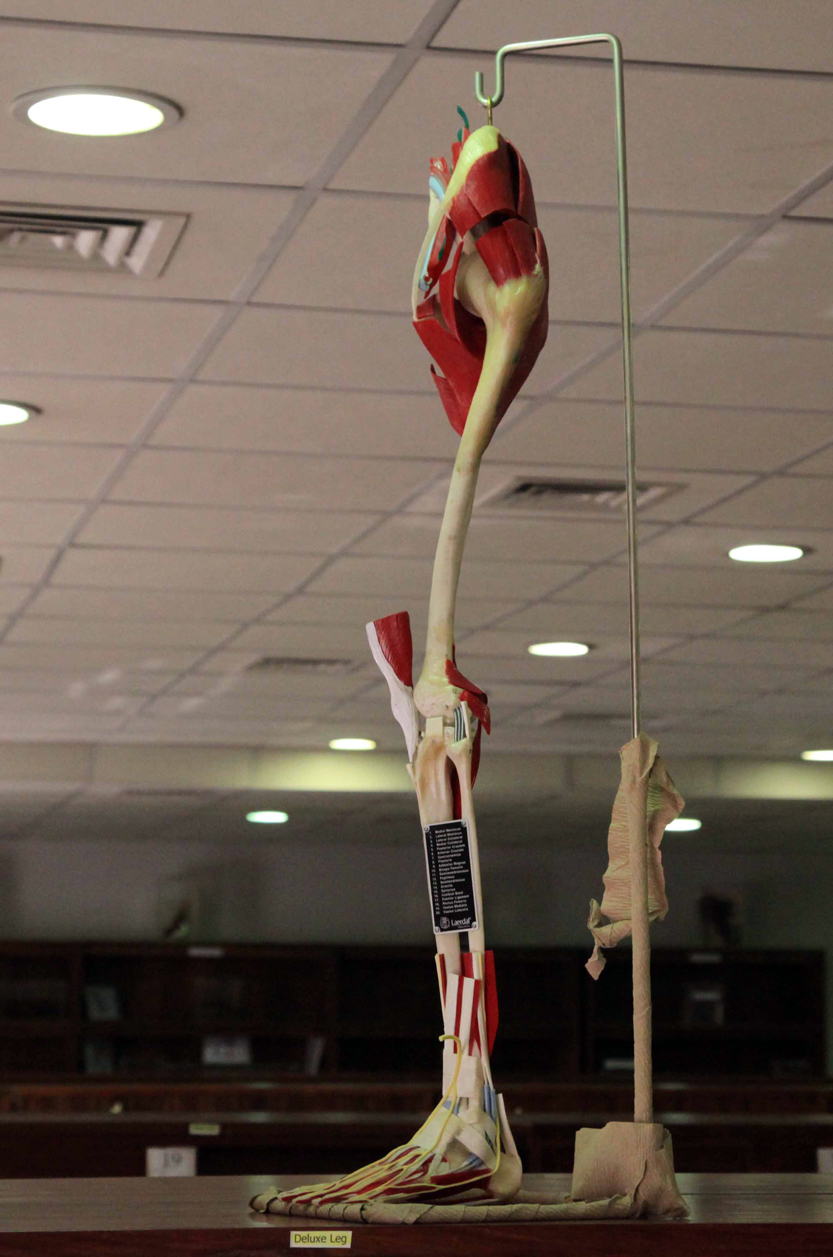
Département d'anatomie
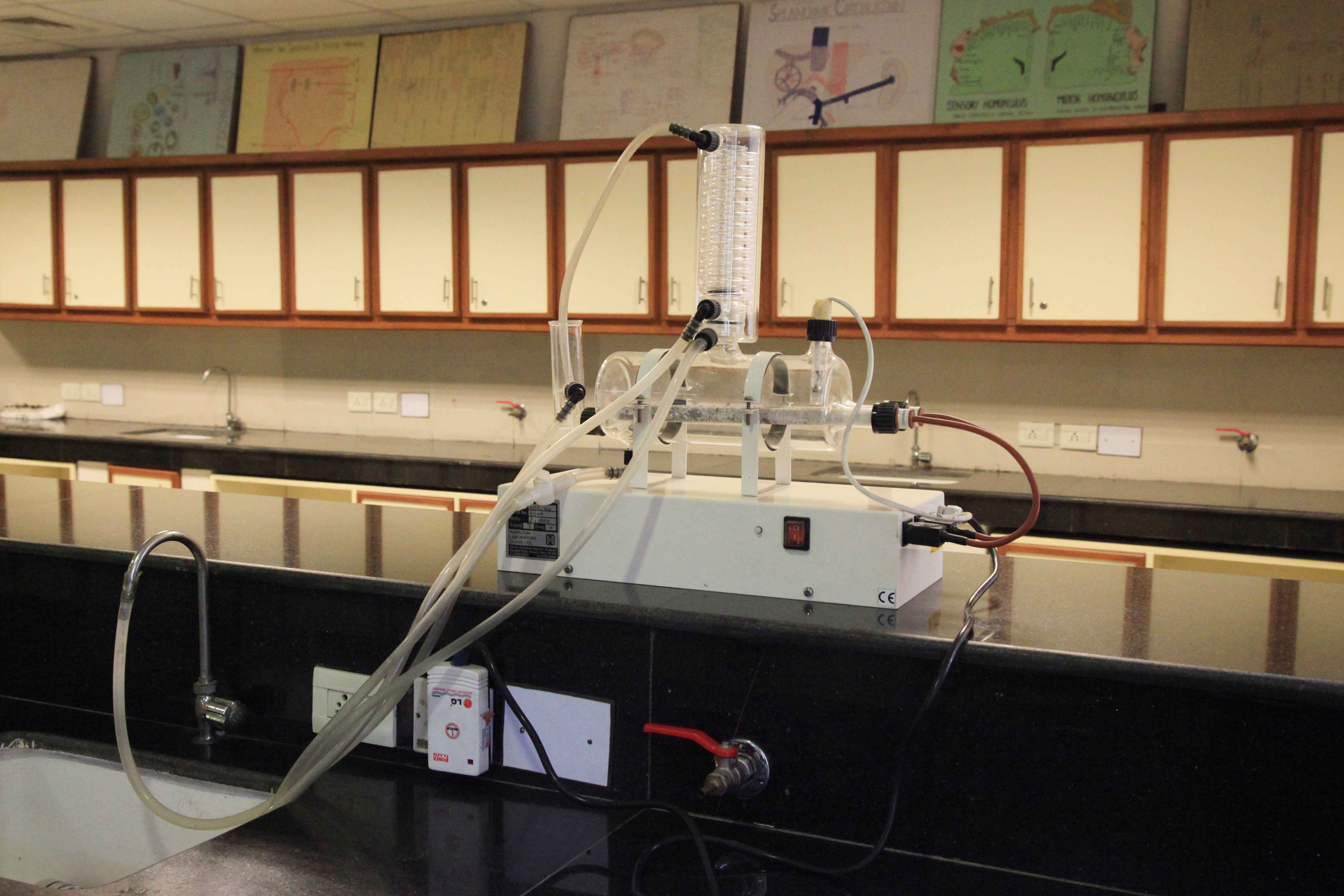
Laboratoire de physiologie
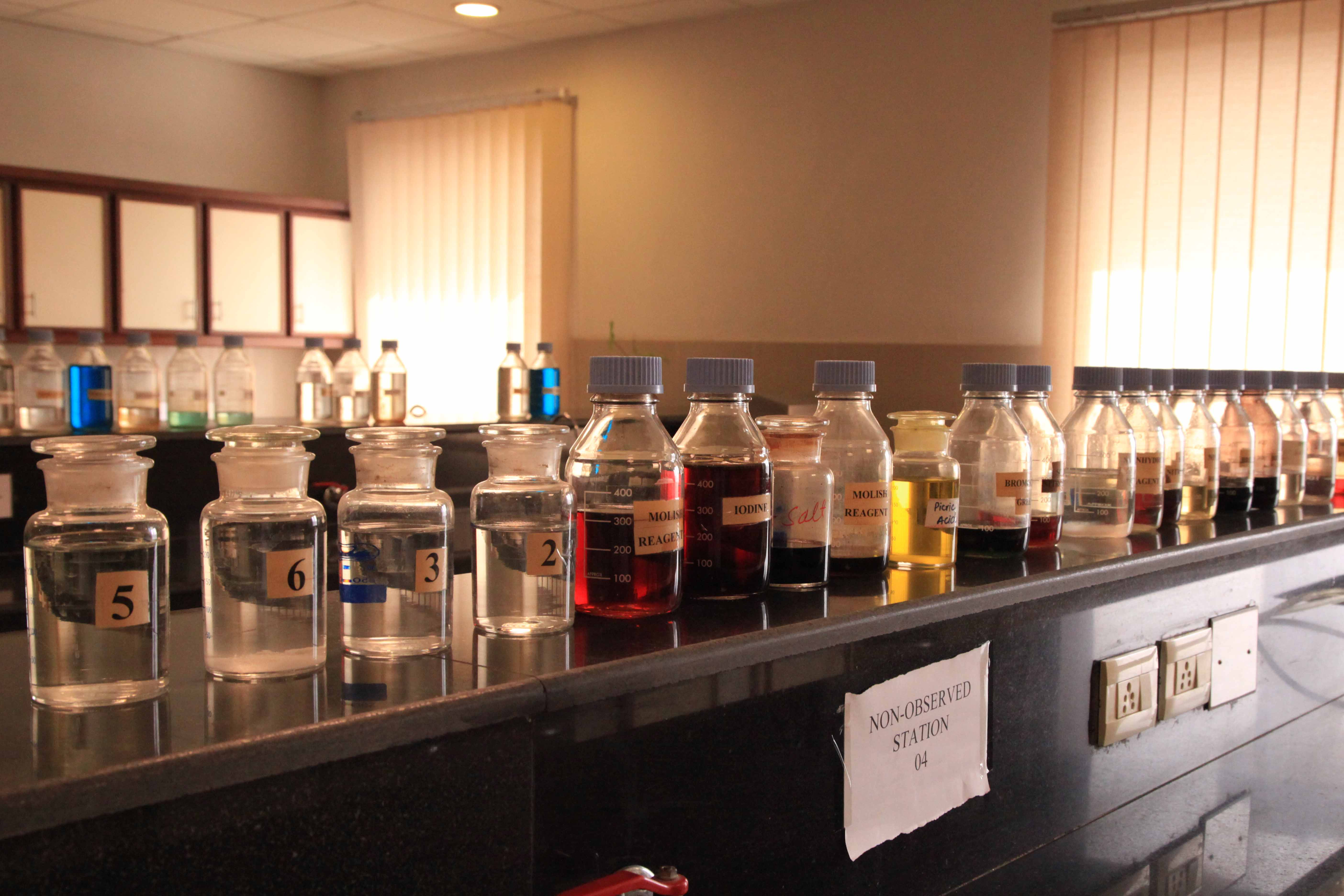
Laboratoire de biochimie
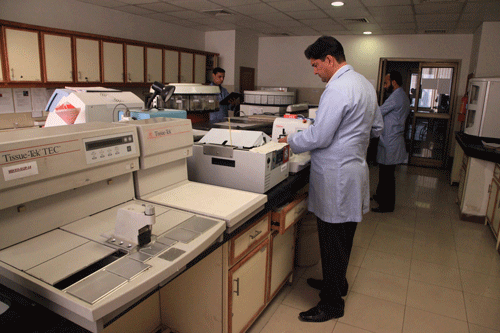
Laboratoire de pathologie
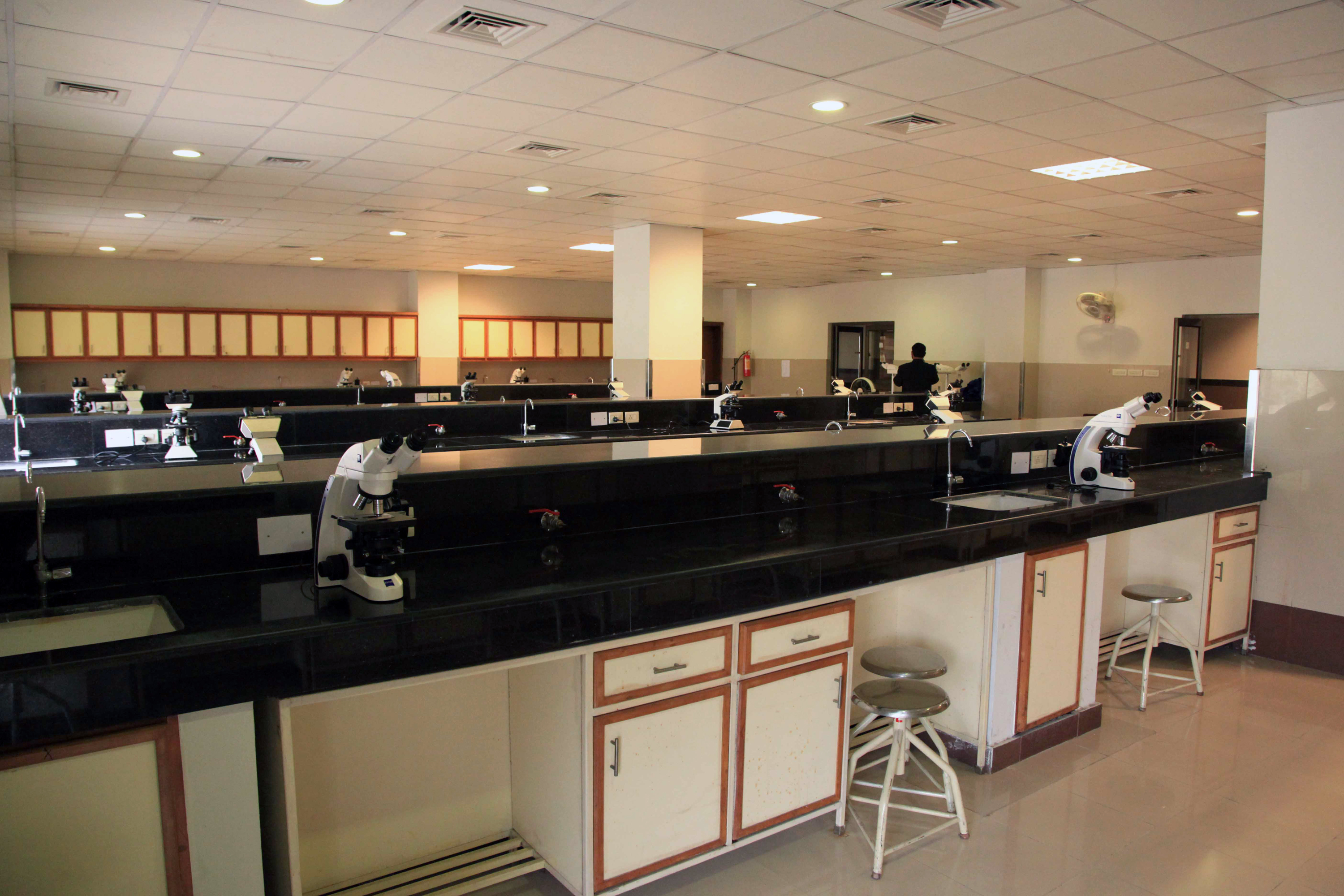
Laboratoire d'histologie

### Centre hospitalier universitaire

L'accès au service des urgences du '.

Le Services Hospital (en) dispose de 1 196 lits et travaille en étroite collaboration avec le SIMS.

#### Admission
Chaque année, 190 élèves sont recrutés sur concours. Les conditions d'admissibilité se veulent neutres ; elles sont centralisées par le biais de bulletins non nominatifs afin de garantir la fiabilité du processus ; celui-ci est centralisé par le Medical College Admission Test (en) et l'université des sciences de la santé de Lahore. Une souscription optionnelle est également proposée par la Commission de l'enseignement supérieur du Pakistan (en).

#### Cursus universitaire
L'octroi des diplômes de fin d'étude obtenus à l'issue d'un cursus universitaire au SIMS se subdivise en quatre degrés distincts qui sont ensuite entérinés par l'université des sciences de la santé de Lahore :
- baccalauréat de médecine et de chirurgie
- baccalauréat universitaire ès sciences
- baccalauréat universitaire ès sciences de technologie médicale en laboratoire
- baccalauréat universitaire ès sciences de technologie médicale en bloc opératoire

### Subventions et bourses d'études
Diverses mesures promotionnelles et incitatives sont dispensées au profit d'étudiants méritants. Chaque dotation, définie au cas par cas, s'effectue sous forme de subventions pluridisciplinaires parmi lesquelles figurent des bourses d'études, des bons de trésorerie, voire l'attribution de médailles honorifiques.

### Journal
Le SIMS édite un journal spécialisé, The Esculapio, dont le contenu est consacré à la recherche médicale. Sa diffusion jouit d'une renommée internationale auprès de la communauté scientifique[évasif],[Par qui ?],[réf. souhaitée].

### Recherche
Le SIMS est le premier collège médical de premier cycle qui astreint chaque étudiant de 4e année à l'élaboration d'un travail de recherche. La faculté croit en la vertu de l'éveil de la curiosité et de la soif d'apprendre ; elle cherche ainsi à accroître l'intérêt et l'ouverture d'esprit qui, selon elle, relèvent de qualités au moins aussi importantes au développement des connaissances que l'inculcation isolée de compétences plurielles. Une bourse d'études a d'ailleurs été spécialement mise en œuvre à dessein de subventionner les projets de recherche proposés par les étudiants. La gestion des modalités d'attribution financière est assurée par une commission interne spécifiquement mandatée à cet effet[réf. nécessaire].

### Distinction et affiliations
Le collège est homologué par les instances suivantes :
- College of Physicians and Surgeons Pakistan (en)[5]
- Pakistan Medical and Dental Council (en)[9]
- Foundation for Advancement of International Medical Education and Research (en)[10],[N 2]
- University of Health Sciences, Lahore (en)[8]

### Vie estudiantine

#### Sociétés
Pour l'heure, aucun syndicat d'étudiants n'a droit de cité dans le cadre du SIMS. Toutefois, une dérogation est accordée au bénéfice de quelques associations et clubs :
- club de tennis
- Fine Art Society
- réunions littéraires
- Zephyr — SIMS art et photographie
- débats bilingues
- art dramatique
- association islamique : Naat (en)[trad 3] et Qirat (en)[trad 4],[trad 5]
- concours d'orthographe
- photographie
- court-métrage
- tennis de table
- badminton
- association SIMS vouée au bien-être des patients

#### Publications
Le SIMS publie une revue annuelle — The Simsonian — rédigée en collégialité par les étudiants de l'université.

#### Sobriquet
Les lauréats ayant obtenu leurs diplômes de fin d'études sont élus au grade de « Simsoniens ».